# Эйфория (фильм, 2006)
«Эйфори́я» — российский драматический дебютный фильм театрального режиссёра Ивана Вырыпаева. Участник основной конкурсной программы Венецианского кинофестиваля в 2006 году, обладатель специального приза жюри кинофестиваля «Кинотавр».

## Сюжет
История разворачивается в донской степи. Вера живёт в доме на отшибе с мужем Валерием и дочерью; на чужой свадьбе она встречает Павла. Между ними возникает притяжение. Фильм начинается со сцены перебранки между Павлом и его приятелем, в ходе которой Павел решается ехать к Вере во что бы то ни стало, невзирая на её мужа. Двое встречаются в степи, однако диалога не получается. Вера возвращается домой, где происходит несчастье: дворовый пёс кусает её дочь за палец. Пока мать в панике бежит за помощью к соседям, Валерий отрезает израненный палец, поит дочь водкой и убивает собаку. Ночью Вера уходит в степь, чтобы похоронить животное, где натыкается на Павла: тот всё ещё бродит окрест их дома и вдвоём они закапывают труп собаки.
Вера возвращается и обнаруживает, что дочери стало хуже и соседи повезли её в ближайшую больницу. Валерий же спал, напившись водки. Вместе с Валерием Вера выбегает к берегу реки, где они видят моторную лодку Павла. Тот соглашается доставить их до больницы. В ходе поездки Валерий замечает, что платье Веры всё выпачкано в грязи, и сильно ударяет её о борт лодки. Павел тут же останавливает лодку у берега, вышвыривает Валерия из катера и вдвоём с Верой уплывает. Валерий возвращается домой, берёт ружьё и патроны, поджигает избу и уходит на их поиски. Тем временем Вера и Павел становятся любовниками. В больнице они дочери не находят: оказывается, соседи уже повезли её обратно домой. Павел предлагает Вере забрать дочь и остаться жить у него. Тем временем Валерий, напиваясь водкой, убивает корову на поле, чтобы понять, способен ли он убить живое существо, а затем садится на берегу в ожидании лодки Павла. Когда они появляются, Валерий несколькими выстрелами убивает Павла и ранит Веру. Павел накрывает своим телом девушку, и вдвоём они плывут в наполненной кровью лодке, пока та с ещё живой Верой от полученных пробоин не уходит на дно.

## В ролях
| Актёр            | Роль    |
| ---------------- | ------- |
| Полина Агуреева  | Вера    |
| Максим Ушаков    | Павел   |
| Михаил Окунев    | Валерий |
| Александр Вдовин | доктор  |
| Вячеслав Кокорин | Митрич  |

## Награды и номинации

### Награды
- «Малый золотой лев» на 63-м МКФ в Венеции.
- «Гран при» программы «Новые фильмы, новые режиссёры» на 22-м Варшавском МКФ.
- «Лучшая полнометражная лента» и Приз Международной федерации кинопрессы на 36-м МКФ в Киеве «Молодость»[2].
- «Гран-при» на Фестивале восточного и центрального европейского кино в Висбадене.
- Специальный диплом жюри на 17-м Открытом российском кинофестивале «Кинотавр»[3].
- «Открытие года» и «Лучшая музыка» к фильму на национальной премии Российской Академии кинематографических искусств «Ника»[4].

### Номинации
- «Золотой лев» МКФ в Венеции.